# Stormen (målning av Munch)
Stormen är en oljemålning från 1893 av den norske konstnären Edvard Munch. Målningen tillhör Museum of Modern Art i New York.
Byn som avbildas i målningen är Åsgårdstrand vid Oslofjorden. Munch kom första gången med sin familj till Åsgårdstrand 1885 och 1897 köpte han sig ett hus där. Flera av hans mest kända målningar har tillkommit i Åsgårdstrand, till exempel Inger på stranden, Melankoli och På bron.